# AC HELCOR
AC HELCOR  este o companie farmaceutică specializată cercetarea, dezvoltarea și producția produselor farmaceutice, sub formă de comprimate și capsule. Compania a fost înființată în 1990 de către farm. Elena Pop și dr. Pop Coriolan, în Baia Mare.
Portofoliul de produse cuprinde peste 60 de medicamente cu prescripție medicală și OTC, precum și peste 90 de vitamine și suplimente alimentare - Divizia BioSunLine.
Gama de produse farmaceutice acoperă diverse clase terapeutice: cardiovasculare, antiinflamatoare - AINS, analgezice, antipiretice, antiinfecțioase, antialergice, digestive, neurologice, imunologice și multe altele.
Produsele sunt fabricate în conformitate cu standardele GMP, AC HELCOR fiind printre primele fabrici din România acreditate GMP.
În cadrul Centrului de cercetare și dezvoltare AC HELCOR s-a pus la punct, pentru prima dată în România, tehnologia de obținere a comprimatelor retard și filmate (1996), ambalarea medicamentelor în blistere (1996) și prima stație pilot GMP de cercetare a medicamentului – scalare (2000).
Grupul de firme totalizează un număr de 130 angajați cu înaltă calificare profesională.
AC HELCOR face parte din Patronatului Producătorilor Industriali de Medicamente din România – PRIMER.

## Istoric

### 1990-2000
În 1990, farm. Elena Pop înființează prima farmacie privată din nordul Romaniei, farmacia Helena, în cadrul căreia a fost dezvoltat un laborator de microproducție farmaceutică.  
În 1993 se pun bazele companiei farmaceutică AC HELCOR, iar în 1999 se înființează AC HELCOR Pharma ca firma de distribuție și o rețea de 8 depozite teritoriale.
Între anii 1997 – 2000 s-a refăcut tehnologizarea la vârf cu facilități și instalații industriale computerizate, organizarea spațiilor și a circuitelor conform standardelor în vigoare. Acest lucru a dus în anul 2000 la obținerea Certificatului GMP (Good Manufacturing Practice), de producător român care respectă standardele europene de bună practică de fabricație. AC HELCOR devine astfel una dintre primele unități de producție farmaceutică din România care au obținut acest certificat. 

### 2001-2010
Se inaugurează Centrul de Cercetare Dezvoltare HELCOR care, prin activitatea de cercetare desfășurată, a făcut posibilă dezvoltarea a 50 de medicamente generice bioechivalente. În 2004 se lansează divizia de suplimente alimentare cu extracte standardizate, iar în 2009 este autorizat Laboratorul microbiologic.
În 2006 distribuția se extinde și pe piețele din Europa de Vest și Est.

### 2011 - prezent
În 2011 este inaugurată Fundația "Farmacist ELENA POP", divizia de responsabilitate socială AC HELCOR. Tot în acest an se extinde capacitatea de depozitare și operare prin construcția depozitului central.
Se continuă modernizarea proceselor de producție și laborator prin achizitia de echipamente performante.

## Centrul de Cercetare Dezvoltare HELCOR
Centrul de Cercetare Dezvoltare HELCOR realizează studii de biodisponibilitate, bioechivalență, stabilitate și siguranță, în conformitate cu standardele europene de fabricație farmaceutică.
În cadrul Centrului de Cercetare Dezvoltare s-a realizat pentru prima dată în România:
- comprimate cu eliberare prelungita (retard)
- comprimate acoperite (filmate)
- ambalarea medicamentului in blister
- primele serii homotetice de scalare pilot
- 25 de prim generice românești
- suplimente alimentare cu extracte standardizate

În prezent, centrul de cercetare derulează și finanțează proiecte de cercetare științifică, medicală și academică în parteneriat cu Universitatea de Medicină și Farmacie „Iuliu Hațieganu” din Cluj-Napoca, Universitatea Politehnică din București.

### Brevete de invenție
Procedeu de acoperire a granulelor de Diltiazem
Supliment alimentar cu proprietăți antihelmintice 
Formulă inovatoare pentru îmbunătățirea structurii fanerelor (păr, piele, unghii) - Supliment alimentar
Formulă inovativă, cu eliberare prelungită, cu ascorbat de calciu și hesperidină  

## Implicare socială
Prin Fundației "Farmacist Elena Pop", divizia de responsabilitate socială a companiei, AC HELCOR întreprinde acțiuni de:

### Susținere a  profesioniștilor din domeniul sănătății și a cercetării-dezvoltării în domeniul sănătății
AC HELCOR oferă burse de excelență pentru viitori profesioniști din domeniul sănătății ce dovedesc excelență și recunoaște meritele actualilor profesioniști.

### Susținere categoriilor vulnerabile și performanța sportivă
AC HELCOR oferă de medicamente și suplimente alimentare pentru asistența medicală a persoanelor vârstnice / defavorizate.
La nivelul județului Maramureș, oferă sprijin pentru vârstnicii singuri, care nu mai beneficiază de sprijinul familiei și tinerilor care au ieșit din sistemul de asistență socială și au nevoie de susținere în perioada de integrare profesională. 
Sprijină organizarea diverselor competiții sportive, atat la nivel de junior, cât și la seniori.

### Screening și prevenție
AC HELCOR facilitează periodic accesul populației la serviciile preventive de screening, prin măsurarea tensiunii arteriale, glicemiei, colesterolului, trigliceridelor, a saturației de oxigen din sânge și a greutății corporale.

## Legături externe
- Site oficial